# Uniprix
Uniprix was een populaire winkelketen die in 1928 werd gelanceerd door de warenhuisketen Nouvelles Galeries.

## Geschiedenis
In 1928 werd de eerste Uniprix-winkel geopend in de Rue du Commerce in Parijs.
Met Monoprix en Prisunic maakt Uniprix deel uit van een generatie winkelketens met lage of eenheidsprijzen, die ontstonden als gevolg van crisis van 1929. 
In 1991 werd de Groupe Nouvelles Galeries, die onder meer een belang van 85% had in Uniprix, overgenomen door Galeries Lafayette. Op dat moment had Uniprix 70 winkels. Uniprix werd samengevoegd met Monoprix, waardoor er een winkelketen ontstond die filialen had in 144 Franse steden.
Het merk Uniprix is een geregistreerd handelsmerk van Monoprix. 